# 문경 대승사 금동아미타여래좌상 및 복장유물
문경 대승사 금동아미타여래좌상 및 복장유물(聞慶 大乘寺 金銅阿彌陀如來坐像 及 腹藏遺物)은 대한민국 경상북도 문경시 대승사에 있는 고려시대의 불상이다. 대한민국의 보물 제1634호로 지정되었다.

## 금동아미타여래좌상
대승사 금동아미타여래좌상의 과학적 조사(성분분석, X-ray)를 하던 중 불상의 머리에서 "大德五年辛丑五月二十日 宮闕都監錄事別將丁承說印出"의 묵서가 적힌 기록이 발견되어 연대는 1301년에 쓰인 것을 알 수 있다.
그 외 《일체보협인다라니》(1292년)와 《태장경만다라》에도 연대가 있고, 묵서가 적힌 향낭 등도 출토되었다. 이 다라니를 포함한 복장물은 처음 불상을 제작하였을 때에 납입한 것으로 추정되어 이 아미타여래좌상이 14세기 초에 제작되었을 가능성이 크다.
또한 엑스레이 촬영 결과 정상계주 역시 신체와 같은 동으로 제작되었음이 밝혀져 현재 상태의 정상계주 표현이 원래 모습에서 크게 달라지지 않았음도 확인된다. 대체로 13세기말 14세기의 고려불상이 원의 영향을 받은 티베트 불상 계통이 개성지역에서 유행하였던 것에 비해 이 문경의 대승사 불상은 그 이전 시기인 고려중기 불상의 전통을 이어주고 있다는 점에서 주목된다. 그리고 이 전통은 역시 13세기로 추정되는 서울 수국사의 아미타불상이나 청양 장곡사의 약사불상(1346년)으로 전개되어가는 과정을 보여주는 중요한 상으로 평가된다.
이 불상은 묵서명 다라니를 통해 1301년을 전후한 시기에 조성되었을 가능성이 높기 때문에 고려후기 불교조각사 연구에 기준자료로 활용할 수 있을 것으로 기대되며, 특히 이 시기 유행한 금동불상 중에서 조형적 완성도가 비교적 높고 보존 상태 또한 양호하다.

## 금동아미타여래좌상 복장유물
| 순번 | 명칭                                                | 수량 | 연대                | 크기 (세로×가로cm) | 비고                                                                                                |
| ---- | --------------------------------------------------- | ---- | ------------------- | ------------------ | --------------------------------------------------------------------------------------------------- |
| 1    | 아미타삼존다라니 (阿彌陀三尊陀羅尼)                 | 1    | 충렬왕27년 (1301)   | 33× 34.5           | 인본(印本) 다라니로서 ‘大德五年(1301)辛丑五月二十日宮闕都監綠事別將丁承說印出’의 묵서(墨書)가 있음. |
| 2    | 금강계만다라 (金剛界曼茶羅)                         | 8    | 충렬왕18년 (1292)刻 | 37.5× 34           | 인본(印本) 다라니로서 至元 29年(1292) 僧齋色開板의 간기와‘張頤’의 묵서(墨書)가 있음.                |
| 3    | 아자범자원상태장계 만다라(阿字梵字圓相胎藏界曼茶羅) | 3    | 고려후기            | 33× 35.5           | 인본(印本) 다라니로서 ‘同願戒淸’,‘同願僧鳳’의 시주자(施主者) 묵서(墨書)가 있음.                     |
| 4    | 향낭(香囊)                                          | 1    | 고려후기            | 길이 7.9           | 향낭(香囊) 표면에 묵서(墨書)가 있음                                                                 |

대승사 금동아미타여래좌상 복장에서 수습된 다라니 12매는 고려 충렬왕 18년(1292)과 27년 (1301)경에 판각 또는 인출되어 금동아미타불조성시에 불복장에 납입(納入)된 것으로 “大德五年五月二十日 宮闕都監綠事別將丁承說 印出”의 묵서명은 금동아미타여래좌상의 조성연대를 추정하는데 중요한 자료가 된다. 아미타불조성에 있어 필수적인 다라니로 흩어져있는 불복장 일괄유물을 체계화시키는데 보완이 되는 자료로서 가치가 있다.

## 같이 보기
- 대승사

## 참고 자료
- 문경 대승사 금동아미타여래좌상 및 복장유물 - 국가유산청 국가유산포털